# 白马镇 (米易县)
白马镇，是中华人民共和国四川省攀枝花市米易县下辖的一个乡镇级行政单位。

## 行政区划
白马镇下辖以下地区：
挂榜社区、挂榜村、黄草村、田坝村、田家村、威龙村、马槟榔村、龙塘村、棕树湾村、高龙村。